# 徐征 (唐朝)
徐徵（700年—765年），字慈恩，號瀫水，晚號長源。浙江信安人。
徐洪從弟。唐玄宗開元二十一年（733年）癸酉科狀元。與黃謠同榜。历官福建安平主簿、晋江县丞兼少监。卒于福建晋江。